# Serixia apicefuscipennis
Serixia apicefuscipennis är en skalbaggsart som beskrevs av Stefan von Breuning 1968. Serixia apicefuscipennis ingår i släktet Serixia och familjen långhorningar.
Artens utbredningsområde är Laos. Inga underarter finns listade i Catalogue of Life.